# Cathelyne Graeve
Cathelyne Graeve (* ?; † 20. September 1611) war eine belgische Frau, die wegen Hexerei hingerichtet wurde. Sie wurde in Nieuwpoort am 20. September 1611 verbrannt.

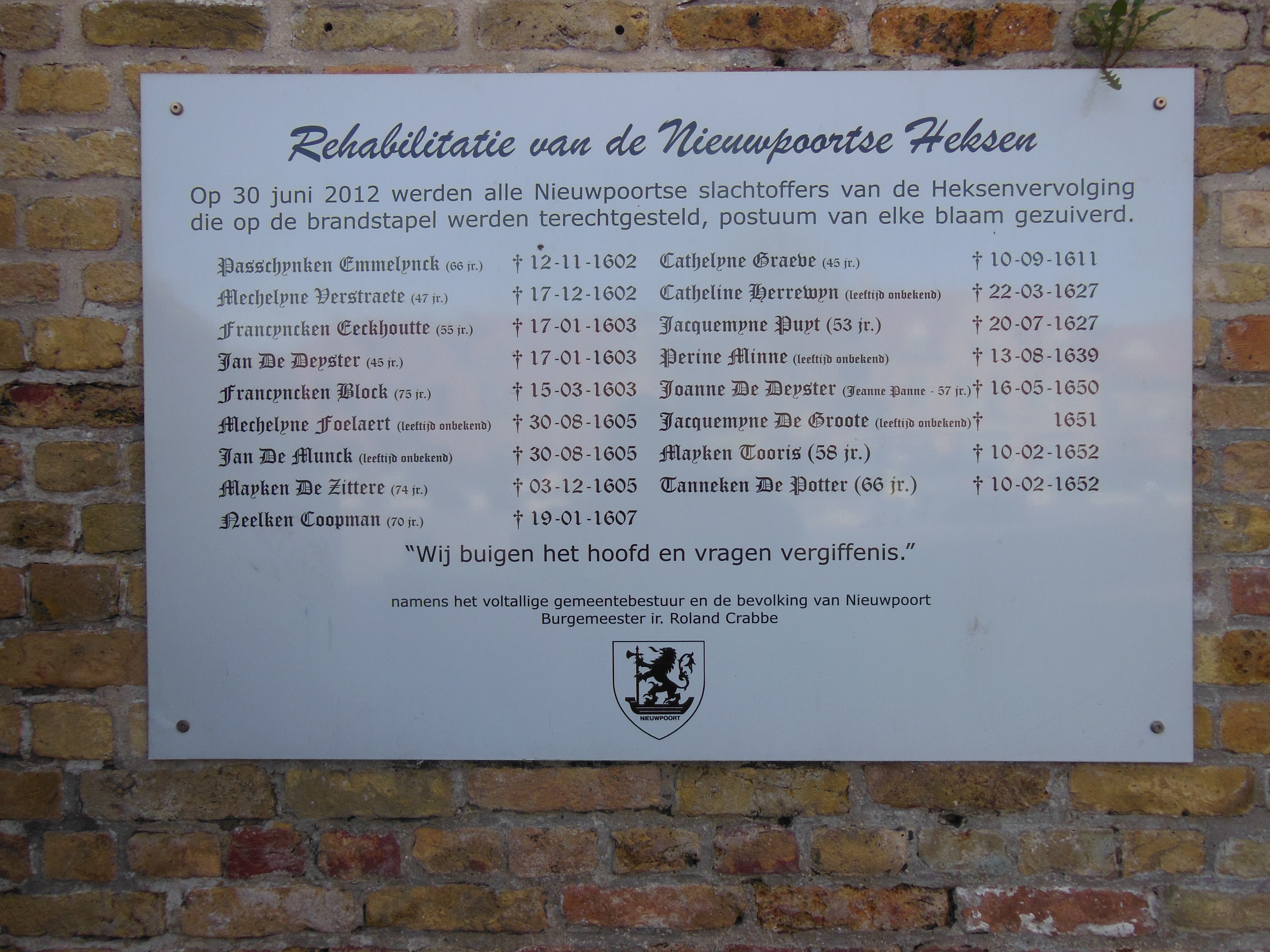
Rehabilitierung der Opfer der Hexenverfolgung in Nieuwpoort

## Gedenken
Die Stadt Nieuwpoort hat am 2. Juli 2012 die Opfer der Hexenprozesse rehabilitiert. 15 Frauen und zwei Männer waren zwischen 1602 und 1652 in Nieuwpoort auf dem Scheiterhaufen als Hexen verbrannt worden. Eine Gedenktafel erinnert an die Opfer der Hexenprozesse: Die Rehabilitierung erfolgte im Namen des gesamten Gemeinderats und der Bevölkerung von Nieuwpoort. Bürgermeister ir. Roland Crabbe.
Einige Namen von anderen Opfern der dortigen Hexenverfolgung lauten:
- Jeanne Panne
- Francine Eeckhoute
- Cathelyne Graeve
- Mayken Tooris